# Brașov (län)
Brașov är ett län (județ) i mellersta Rumänien med 633 686 invånare (2018). Det har 4 municipii, 6 städer och 47 kommuner.

## Municipii
- Brașov
- Făgăraș
- Codlea
- Săcele

## Städer
- Ghimbav
- Predeal
- Râșnov
- Rupea
- Sânpetru
- Victoria
- Zărnești

## Kommuner
| - Apața - Augustin - Beclean - Bod - Bran - Budila - Bunești - Cața - Hălchiu | - Cincu - Comăna - Cristian - Crizbav - Drăguș - Dumbrăvița - Feldioara - Fundata - Hălchiu - Hărman | - Hârseni - Hoghiz - Holbav - Homorod - Jibert - Lisa - Mândra - Măieruș - Moieciu | - Ormeniș - Părău - Poiana Mărului - Prejmer - Racoș - Recea - Șercaia - Șinca - Șinca Nouă | - Sâmbăta de Sus - Sânpetru - Șoarș - Tărlungeni - Teliu - Ticușu - Ucea - Ungra - Vama Buzăului | - Viștea - Voila - Vulcan |